# جیجاق کاکل‌مخملی
جیجاق کاکل‌مخملی (نام علمی: Cyanocorax chrysops) نام یک گونه از سرده جیجاق‌های کاکلی است.